# Sinan Kaplan
Sinan Kaplan (* 24. März 1994 in Aschaffenburg) ist ein deutsch-türkischer Fußballspieler, der bei Denizlispor ein Spiel in der Süper Lig nachweisen kann und seit 2017 beim SV Vatanspor Aschaffenburg spielt.

## Karriere
Kaplan begann das Fußballspielen bei seinem Heimatverein SV 1923 Stockstadt und wechselte mit zwölf Jahren zum SV Viktoria Aschaffenburg. Im Alter von 14 Jahren nahm er ein Angebot der Kickers Offenbach an und spielte dort für drei Jahre. Seine A-Jugendsaison verbrachte er beim Bundesligisten Eintracht Frankfurt. 
Zur Saison 2013/14 wurde er von dem türkischen Zweitligisten Denizlispor für zwei Jahre verpflichtet. Sein Profidebüt in der zweiten Liga gab er am 30. November 2013, als er im Auswärtsspiel gegen TKİ Tavşanlı Linyitspor eingewechselt wurde.
Um Spielpraxis zu sammeln, wurde er in der Winterpause 2013/14 für die Rückrunde an den türkischen Viertligisten Balçova Belediyespor ausgeliehen.
Ein Jahr später wechselte er in seine Heimat zurück und spielte zunächst für zwei Jahre bis 2017 beim SV Erlenbach, um schließlich zum SV Vatanspor Aschaffenburg zu wechseln.